# José de Haas
Dom Frei José de Haas, OFM (Eersel, 4 de janeiro de 1877 - Araçuaí, 1 de agosto de 1956) foi um frade franciscano e bispo católico nascido nos Países Baixos e radicado no Brasil. Foi o segundo bispo de Araçuaí.

## Biografia
Nasceu em Eersel, Países Baixos, em 04 de janeiro de 1877, filho de Antônio de Haas e Cornélia van der Velden. Em 08 de outubro de 1899, professou solenemente os votos na Província Franciscana dos Santos Mártires Gorcumienses.  Em 09 de março de 1902, aos 25 anos, foi ordenado presbítero na Ordem dos Frades Menores.
Chegando ao Brasil em 1906, passou seis anos em São João del Rei. Em 1912, foi transferido para Araçuaí, se tornando o primeiro vigário franciscano da Paróquia de Santo Antônio. Com a criação da diocese de Araçuaí em 1913, e devido a falta de padres seculares, foi nomeado Vigário Geral.
Frei José soube estimular os fiéis para ajudar na reforma da antiga igreja paroquial, a fim de torná-la apta para servir de catedral. Com o auxílio de esmolas, a igreja pode ser totalmente restaurada. Da Holanda, o frade encomendou novos paramentos pontificais e uma via sacra em cobre, do célebre pintor Wiel. Tudo foi organizado de forma satisfatória para a chegada do primeiro bispo, Dom Serafim Gomes Jardim, em setembro de 1914.
Como Vigário foi incansável nas viagens por sua extensa paróquia. Ergueu a vida espiritual dos fiéis; a devoção a Santo Antônio, o padroeiro da paróquia, ganhou importância na vida espiritual da paróquia. Com a transferência de Dom Serafim para Diamantina em 1934, foi escolhido como Vigário Capitular, sua missão era a de governar a vasta diocese durante a sede vacante. 
Em 20 de março de 1937 recebeu a nomeação como Bispo de Araçuaí, sendo ordenado em 25 de julho de 1937 pela imposição das mãos do Núncio Apostólico, Dom Benedetto Aloisi Masella.

### Bispo de Araçuaí
Um marco de seu governo foi a proximidade com seu povo, através das visitas pastorais, percorria toda a diocese a cada 5 anos, passando por todas as paróquias. Nos primeiros anos de seu governo, os percursos deveriam ser feitos à cavalo, apesar da sua idade elevada, nunca esmoreceu. Com o tempo, a saúde cobrou o preço por tanto desgaste, recebia avisos médicos para diminuir o ritmo, e durante algum tempo deixou de visitar seu povo e enviava visitadores.
No ano santo mariano, viajou de carro com a imagem de Nossa Senhora da Lapa por toda a Diocese, incansável apesar de seus 77 anos. Nos seus últimos anos, passou um mês visitando as paróquias perto de Araçuaí, viagem toda a cavalo, que como ele mesmo reconheceu em seu testamento, quase lhe custou a vida.  Esta visita foi o princípio do fim, porque voltou completamente esgotado. Mesmo assim quis ir de carro a Itaobim no dia de Pentecostes onde fez em três dias 1050 crismas. Mas depois de cada visita à igreja, devia deitar-se porque as dores nas costas eram quase insuportáveis. Voltou para Araçuaí, quase sem forças. Poucos dias depois caiu durante a santa Missa. 

### Enfermidade e falecimento.
A maior parte dos dias, permanecia acamado devido às fortes dores nas costas. Assim, em 10 de junho de 1956 foi enviado de avião para Belo Horizonte, em busca de um melhor tratamento para suas enfermidades, com o passar dos dias, suas forças se esvaíam, e os médicos declararam a situação irreversível.
Retornou para Araçuaí em 22 de julho, todos se assustaram com o estado em que seu pastor retornara. Todos os dias dezenas de pessoas se aglomeravam diante do Palácio Episcopal, afim de despedir do bispo. No dia seguinte, 23 de julho, recebeu a extrema unção, e recebia a Eucaristia todos os dias até dois dias antes da sua morte. 
Devagar começou a piorar. No outro dia recebeu a visita do Sr. Arcebispo de Diamantina que veio de avião fornecido pelo Governo. Na primeira semana quase todos os padres da diocese, que podiam sair da sua paróquia, vieram fazer uma visita ao doente. 
Na tarde da uma quarta-feira, 01 de agosto de 1956, faleceu aos 79 anos, rodeado por diversos sacerdotes e seminaristas, irmãs do colégio e as irmãs da casa e algumas pessoas amigas. Logo depois da morte de Dom José seu corpo foi revestido dos paramentos pontificais e colocado numa mesa na Catedral Santuário de São José. Os seminaristas da Diocese foram incansáveis e velaram a noite toda, rezando com o povo. No dia 02, às 9h, o sacerdote mais velho da diocese cantou a missa de Réquiem, em seguida procedeu-se o enterro na capela lateral da mesma igreja. 